# 演說街

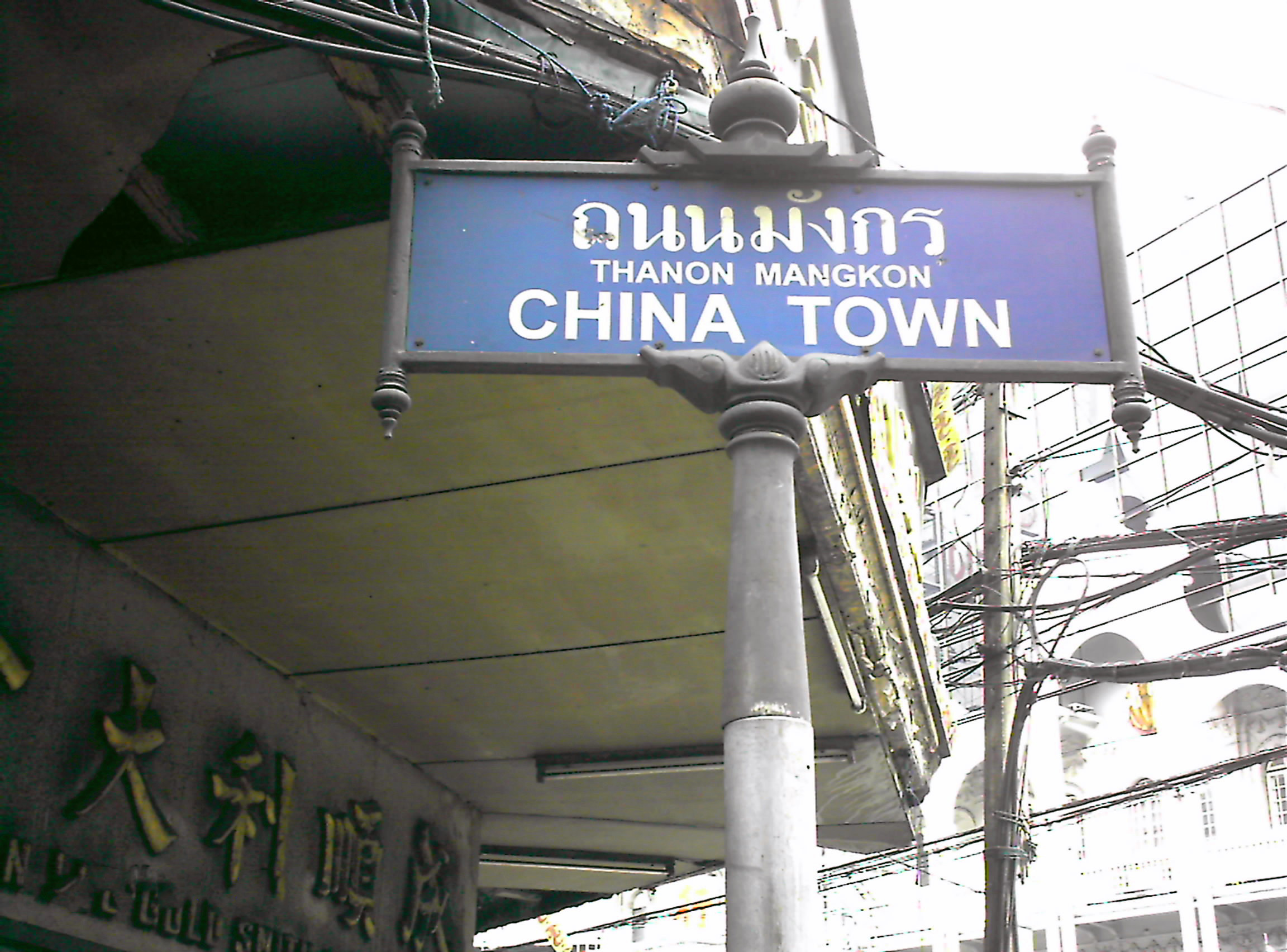
演說街的路牌

演說街是一條位於泰國首都曼谷三攀他旺縣的小巷，毗鄰熱鬧的耀華力路，它的路寬約5公呎，長度約50公呎。
在1908年，中華民國國父孫逸仙從新加坡來曼谷，當時暹羅的華僑前往中國同盟會的曼谷支部：「中華書報社」歡迎。孙逸仙在曼谷停留10天期間，經常在這條小巷的「東舞臺」（潮劇戲院）後方空地發表演說，號召暹羅華僑參加反對清朝政府，發表了“華僑是革命之母”的名言。並為革命籌集資金。1911年10月10日，辛亥革命爆發，推翻清朝的消息傳到暹羅後，曼谷的華僑為了紀念孫博士在曼谷的活動，就把這條小巷稱為「演說街」。

## 图册

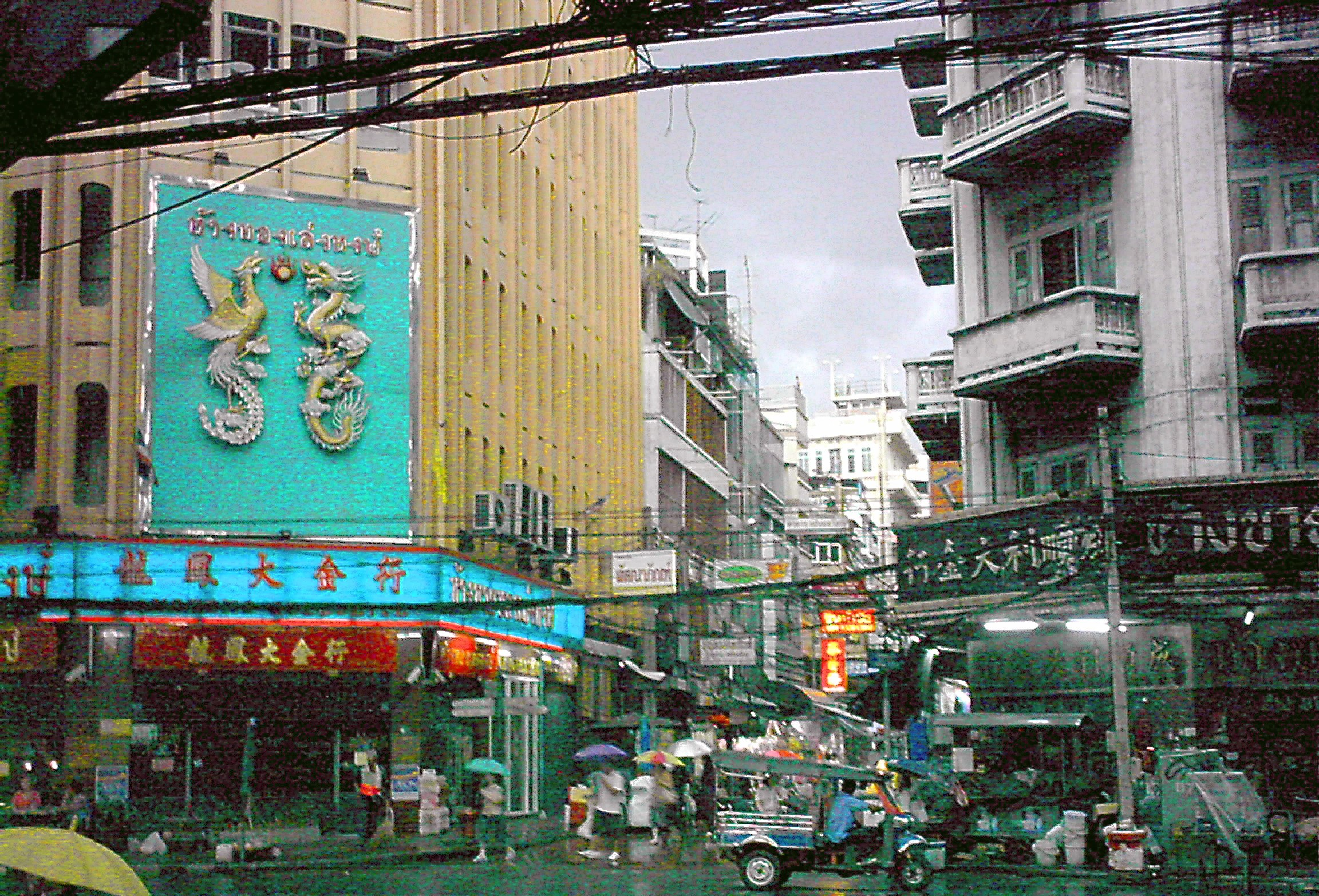
從耀華力路遠眺演說街
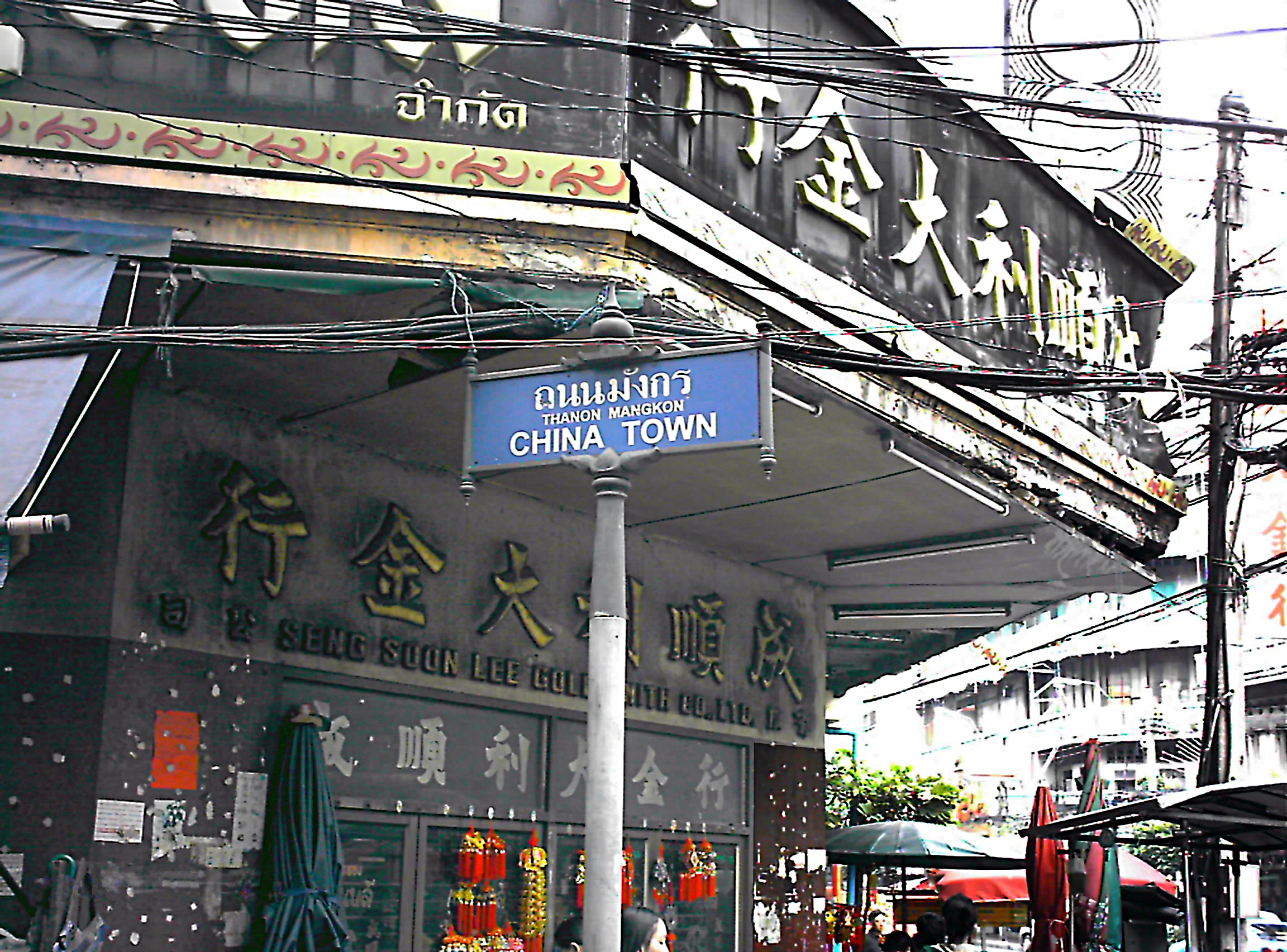
演說街的街頭
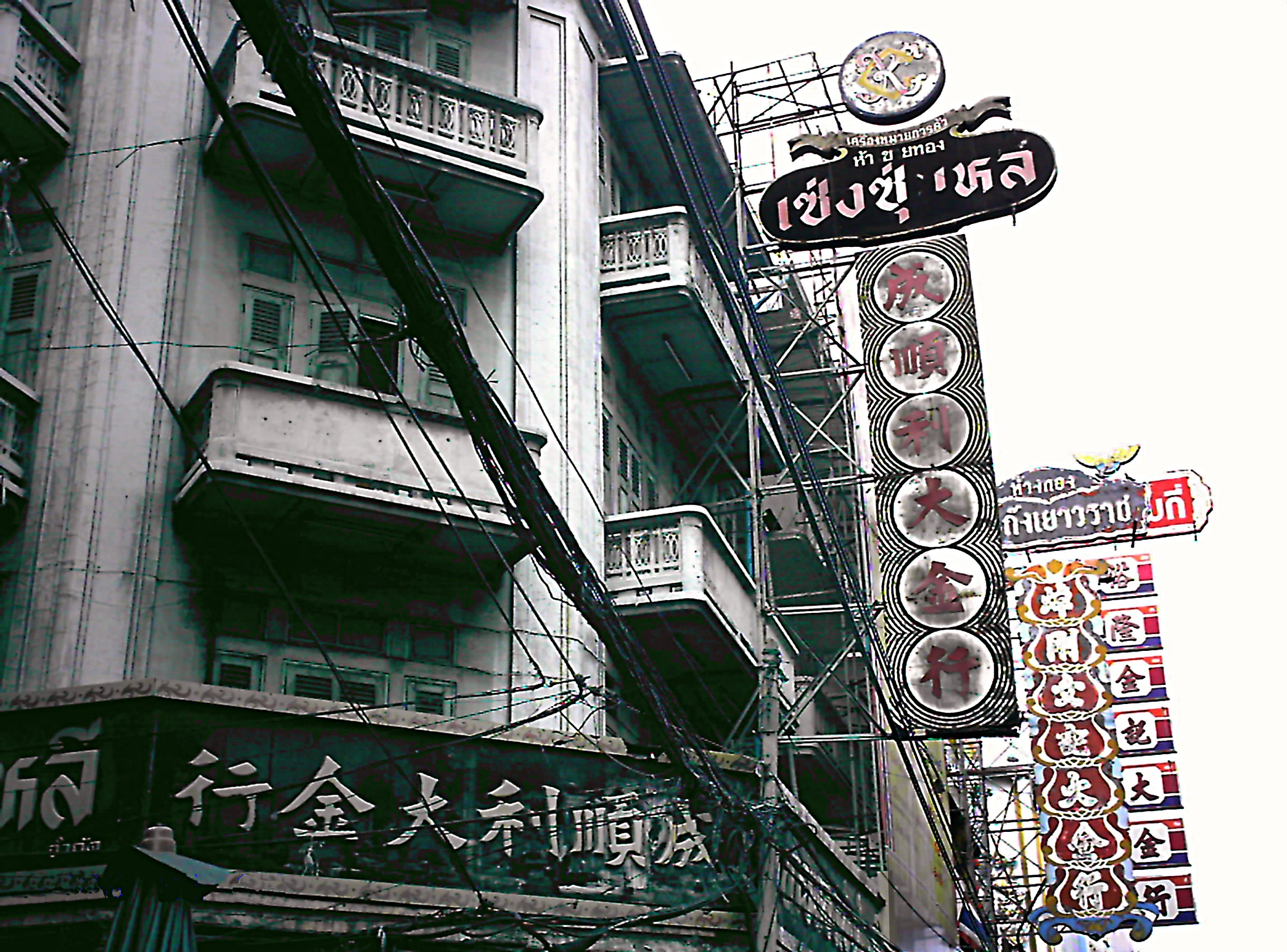
「東舞臺」潮劇戲院的遺址
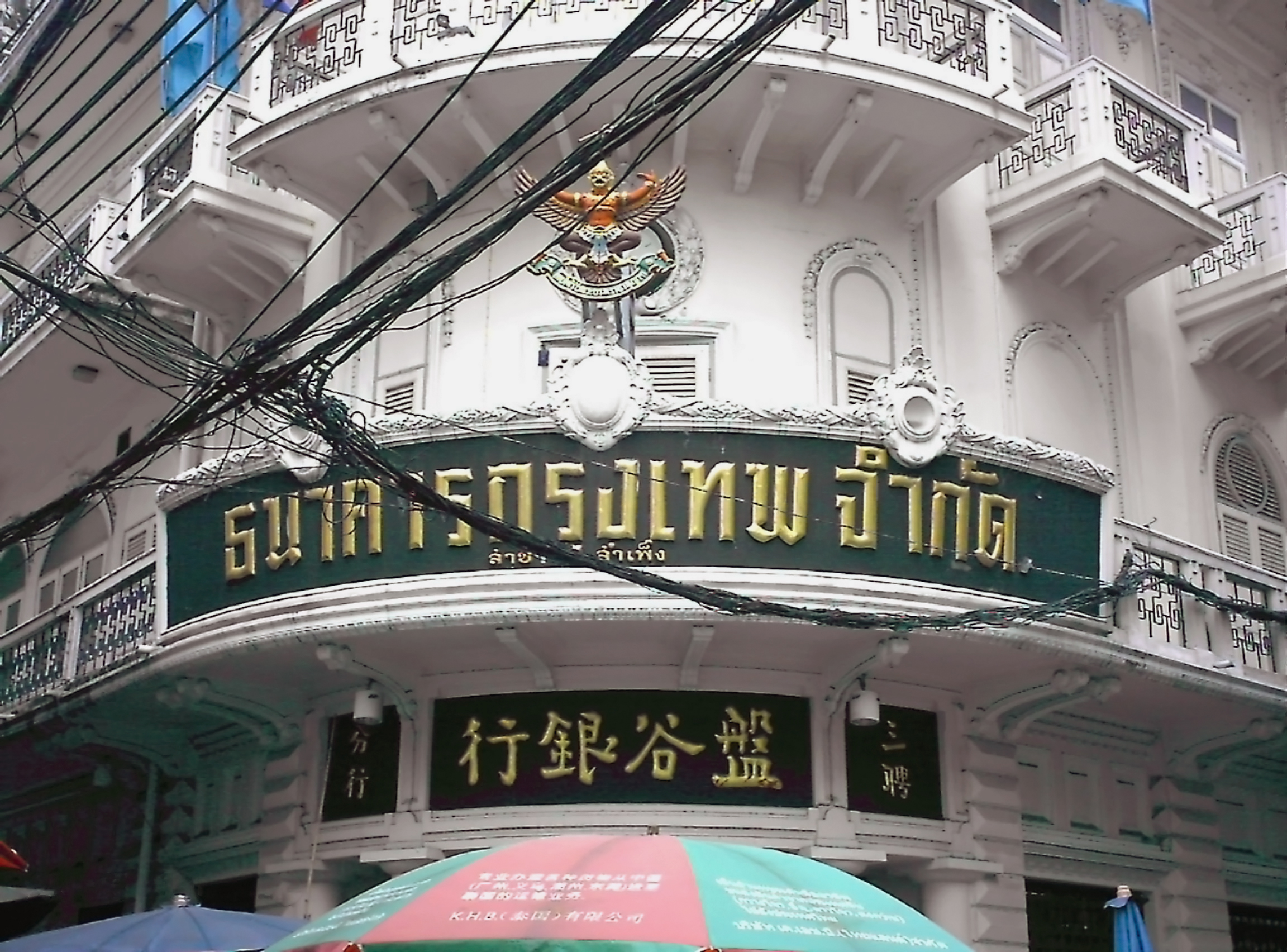
演說街的街尾：盤谷銀行(三聘分行)

## 外部連結
- 演說街的影像(2008年11月拍攝)
- 演說街的影像(2009年4月拍攝) （页面存档备份，存于）